# 白い自転車
『白い自転車』（White Eye）は、トマー・シュシャン監督・脚本による2019年のイスラエルの短篇映画である。第93回アカデミー賞短編映画賞にノミネートされた。
日本では2020年9月23日にショートショート フィルムフェスティバル&アジア2020で上映された。

## プロット
ある男が盗まれた自分の自転車を発見するが、それが現在は他人に使われていることを知る。男は人間性を保ちつつ自転車を奪還するため苦労する。

## 受賞とノミネート
| 賞           | 部門       | 候補者                               | 結果       |
| ------------ | ---------- | ------------------------------------ | ---------- |
| アカデミー賞 | 短編映画賞 | トマー・シュシャン、シラ・ホックマン | ノミネート |